# Mayfield, Staffordshire
Mayfield är en ort och civil parish i Storbritannien.   Den ligger i grevskapet Staffordshire och riksdelen England, i den södra delen av landet, 200 km nordväst om huvudstaden London. Mayfield ligger 113 meter över havet och antalet invånare är 2 158.
Terrängen runt Mayfield är platt åt sydost, men åt nordväst är den kuperad. Mayfield ligger nere i en dal. Runt Mayfield är det ganska tätbefolkat, med 90 invånare per kvadratkilometer. Närmaste större samhälle är Uttoxeter, 13,0 km sydväst om Mayfield. Trakten runt Mayfield består i huvudsak av gräsmarker.